# Falsificazione della firma digitale
In sicurezza informatica la, falsificazione della firma digitale è l'abilità di creare una coppia consistente di un messaggio {\displaystyle m} e da una firma (o MAC) {\displaystyle \sigma } che sia valida per {\displaystyle m}, dove {\displaystyle m} non è stato firmato in passato dal legittimo mittente. Esistono tre classi di falsificazione: esistenziale, selettiva e universale.

## Classi di falsificazione
Oltre ai seguenti, esiste anche il caso di totale compromissione, ovvero quando un utente esterno è in grado di risalire alla chiave privata del mittente.

### Esistenziale
La falsificazione esistenziale (existential forgery) è la creazione (da parte dell'avversario) di almeno una coppia messaggio-firma {\displaystyle (m,\sigma )}, dove {\displaystyle \sigma } non è stata generata dal legittimo mittente. L'avversario non necessita di avere alcun controllo su {\displaystyle m}; non è necessario che {\displaystyle m} abbia alcun particolare significato, fintantoché la coppia {\displaystyle (m,\sigma )} è valida, in quanto l'avversario ha ottenuto con successo una falsificazione.
Questo tipo di falsificazione è l'obiettivo più basilare da parte dell'avversario, quindi i crittosistemi più robusti sono quelli non falsificabili esistenzialmente (existentially unforgeable, EUF).

#### Concatenazione di messaggi
Prendiamo un algoritmo, come RSA, che gode della proprietà moltiplicativa:
{\displaystyle E(m1)\cdot E(m2)=E(m1\cdot m2)}.
Questa proprietà può essere sfruttata per mandare un nuovo messaggio (non voluto dal legittimo mittente) {\displaystyle m'=m1\cdot m2} e una firma {\displaystyle \sigma '=E(m')=E(m1)\cdot E(m2)}.
Una soluzione contro questo tipo di attacco è effettuare l'hash del messaggio prima di firmarlo.

### Selettiva
La falsificazione selettiva (selective forgery) è la creazione (da parte dell'avversario) di una coppia messaggio-firma {\displaystyle (m,\sigma )} valida, dove {\displaystyle m} è stato scelto dall'avversario prima dell'attacco. {\displaystyle m} può essere scelto per avere particolari proprietà matematiche nei confronti dell'algoritmo da contraffare.
L'abilità di condurre con successo una falsificazione selettiva implica l'abilità di condurre con successo una falsificazione esistenziale. Di conseguenza, la proprietà di existential unforgeability implica la selective unforgeability (SUF).

### Universale
La falsificazione universale (universal forgery) è la creazione (da parte dell'avversario) di una coppia messaggio-firma {\displaystyle (m,\sigma )} valida per ogni messaggio {\displaystyle m}. Un avversario capace di condurre un attacco di falsificazione universale è in grado di firmare messaggi scelti da lui stesso, messaggi scelti a caso, o specifici messaggi scelti da qualcun altro.
La capacità di condurre con successo una falsificazione universale implica quella di poter di condurre con successo una falsificazione selettiva. Di conseguenza, la proprietà di selective unforgeability implica la universal unforgeability (UUF).